# الائتمان المتجدد
الائتمان المتجدد هو نوع من الائتمان ليس له عدد محدد من الاقساط، على عكس الائتمان غير المتجدد (يعرف ايضاً بإسم الائتمان المقسط) . تعد بطاقات الائتمان مثالاً على الائتمان المتجدد الذي يستخدمه المستهلكون. تُستخدم عادةً التسهيلات الائتمانية المتجددة للشركات لتوفير السيولة للعمليات اليومية للشركة. تم تقديمها لأول مرة بواسطة متجر Strawbridge and Clothier متعدد الأقسام . 
وهو إتفاق يسمح بسحب مبلغ القرض وسداده وإعادة سحبه مرة أخرى بأى طريقة ولأى عدد من المرات، حتى تنتهي مدة الإتفاق. قروض بطاقات الائتمان والسحب على المكشوف هي قروض متجددة، وتسمى أيضاً باللغة الإنجليزية evergreen loan. 

## خصائص

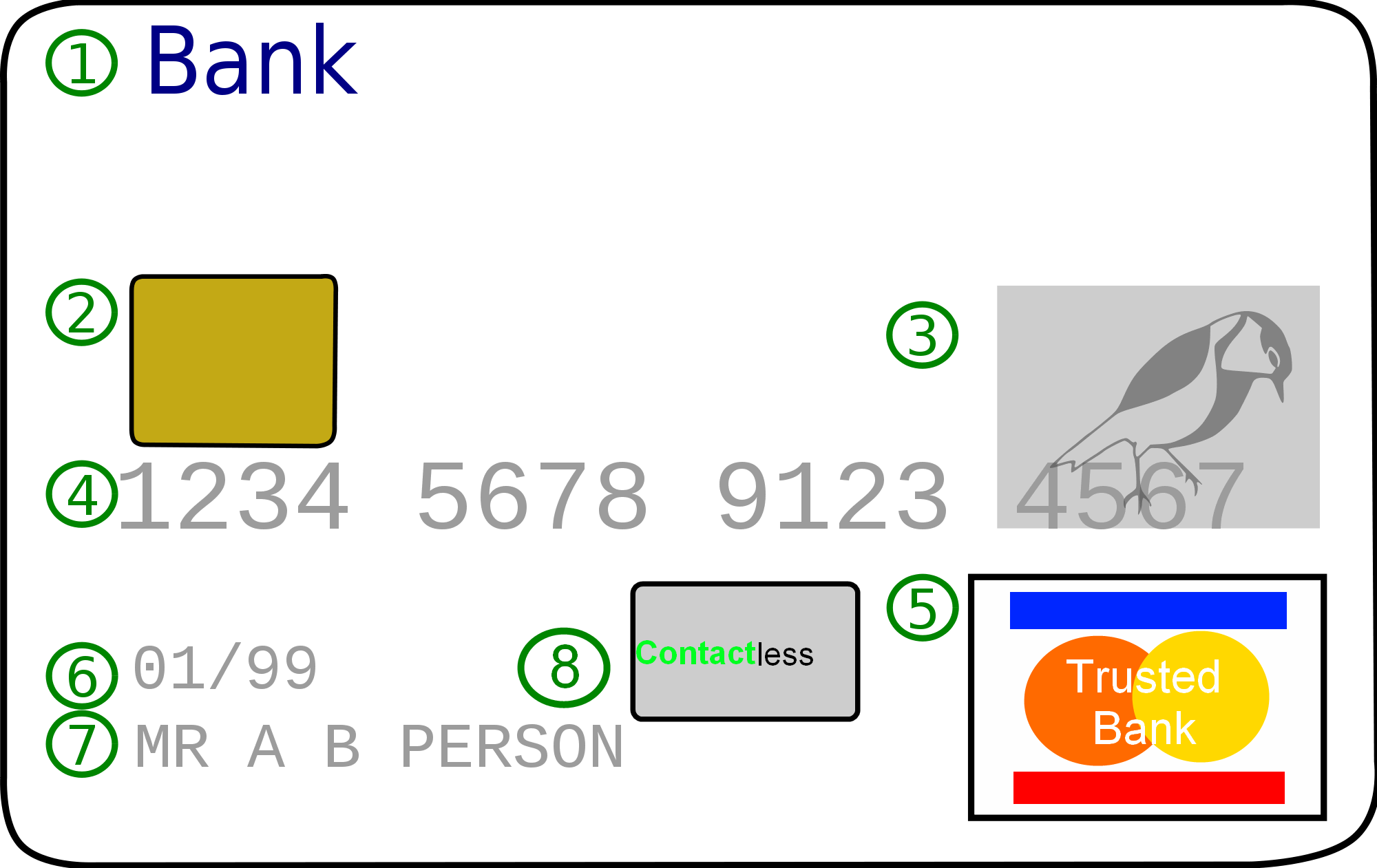
مثال عن الوجه الأمامي لبطاقة ائتمان:
1. شعار البنك الصادرة عنه البطاقة
2. شريحة EMV (فقط على "البطاقات الذكية")
3. الهولوغرام
4. رقم البطاقة
5. شعار الشبكة المشغلة للبطاقة
6. تاريخ إنتهاء الصلاحية
7. اسم صاحب البطاقة
8. رقاقة التماس

الائتمان المتجدد هو نوع من القروض المصرفية، وله العديد من الخصائص النموذجية:
1. يمكن للمُقترض استخدام أو سحب الأموال حتى الحد الائتماني المعتمد مسبقًا.
2. ينقص ويزيد مبلغ الائتمان المتاح بمرور الوقت مع استقبال الأموال وسدادها.
3. يمكن استخدام الائتمان مرارًا وتكرارًا.
4. يقوم المقترض بأداء المدفوعات استنادًا فقط إلى المبلغ الذي استخدمه أو سحبه بالإضافة إلى الفائدة.
5. يمكن للمقترض سداد المبلغ على مراحل معينة على مر الزمن (طالما تم الوفاء بأية متطلبات دفع دنيا) أو دفع المبلغ بالكامل في أي وقت.
6. في بعض الحالات، يجب على المقترض دفع رسوم إلى الجهة المقرضة عن أي أموال لم يتم سحبها. وهذا ينطبق بشكل خاص على القروض المتجددة للشركات.

يوفر القرض المتجدد للمقترض مبلغًا أقصى متوفرًا من رأس المال على مدى فترة زمنية محددة. يمكن للمقترض سحب الأموال وسدادها وإعادة سحبها على مدى الأموال المتاحة خلال فترة القرض.
يمكن سداد القرض المتجدد عن طريق دفعات مجدولة في إجمالي مبلغ القرض مع مرور الوقت، أو من خلال سداد جميع القروض القائمة في تاريخ الانتهاء. إذا تمت إعادة تمويل قرض متجدد لتسديد قرض متجدد آخر والذي ينتهي في نفس تاريخ استحقاق القرض الثاني، فإن هذا النوع من القرض يُعرف باسم "قرض الإعادة"، خاصة إذا تم القرض بنفس العملة وسُحب من نفس المقترض كالقرض المتجدد الأول. شروط الاستحقاق لسحب قرض الإعادة عادة ما تكون أقل صرامة من تلك المطلوبة للقروض الأخرى.

## أمثلة
- بطاقة الائتمان
- خط الائتمان
- خط ائتمان ملكية المنزل (HELOC)